# Àngela Esteve Pérez
Àngela Esteve Pérez (Mislata, 12 de maig de 1912 - Plana Alta, 1998) fou infermera, carlina i humanitària que treballà a Càritas i fou una de les primeres dones de Castelló que circulaven amb moto. També era coneguda com a Angelita.

## Biografia
Va nàixer a Mislata (l'Horta) el 12 de maig de 1912. Era la menuda de cinc germans i, en quedar-se òrfens, ella, amb cinc anys, es va traslladar a viure a Castelló de la Plana acollida per la família carlista de l'advocat Manuel Bellido i Dolors Enric. A Castelló va estudiar fins als 19 anys. Pertanyia a les “Margarites” carlistes i com a tal va participar de les activitats d'aquest col·lectiu on, entre d'altres, va assumir responsabilitats - interventora o apoderada- en les successives eleccions en les que es presentaven els carlistes.
A l'entrada de les tropes rebels a Castelló (juny de 1938), prompte es va convertir en infermera en cap de Front i Hospitals (una organització d'obediència carlista que assistia els ferits de guerra). Aleshores va conèixer i es va fer padrina de guerra d'Isidro Sánchez, un requeté càntabre que formava part de la quarta divisió de Navarra, i que havia estat ferit en el front de la Serra d'Espadà amb qui es casaria més tard, el 27 d'abril de 1942. Va tenir sis fills i una filla.
L'any 1939, quan els franquistes van començar els consells de guerra sumaríssims als republicans, Angelita es va presentar voluntàriament per tal de declarar a favor d'un milicià socialista, Francesc Galmés Sales, amb qui havia travat amistat durant les eleccions de 1936 on ella feia d'apoderada del “partit tradicionalista” i ell d'interventor del socialista.
A més de mestressa de casa i de mantenir la seua nombrosa família, va dedicar-se també a labors humanitàries en Càritas –solia portar a sa casa indigents o transeünts per donar-los menjar-, així com a l'atenció de malalts; de fet, durant 14 anys va acompanyar els qui d'aquests últims volien anar a Lourdes. Va ser una de les primeres dones de Castelló que circulaven amb moto –una Lambretta-, i que utilitzava per a tot tipus d'activitats. Va morir l'any 1998.